# سيلو هافيلي
سيلو هافيلي هو ملاكم تونغي، مثّل بلاده في الألعاب الأولمبية الصيفية 1984.